# Мартыниха (Азлецкое сельское поселение)
Мартыниха — деревня в Харовском районе Вологодской области.
Входит в состав Азлецкого сельского поселения, с точки зрения административно-территориального деления — в Азлецкий сельсовет.
Расстояние по автодороге до районного центра Харовска — 57 км, до центра муниципального образования Поповки — 3 км. Ближайшие населённые пункты — Кузнецовская, Плесниха, Новец.
По переписи 2002 года население — 7 человек.